# Laurie Batista
Laurie Rachel Batista López (Panama-Stad, 29 mei 1996) is een Panamees voetbalspeelster die als middenvelder actief is bij Tauro FC en de nationale ploeg van Panama.

## Internationale carrière
Batista speelde in 2011-2012 zeven wedstrijden in het nationaal vrouwenteam onder 17. Ze speelde met de nationale ploeg op het CONCACAF-kwalificatietoernooi 2018. Door het behalen van de vierde plaats plaatste Pananama zich voor de intercontinentale play-offs voor het Wereldkampioenschap voetbal vrouwen 2019 waar ze werden uitgeschakeld door Argentinië. Ze nam ook met het nationale team deel aan de Pan-Amerikaanse Spelen 2019 en het CONCACAF-kwalificatietoernooi 2022.
Batista maakte deel uit van de 23 speelsters die in januari 2023 werden geselecteerd voor het trainingskamp in Colombia in aanloop naar de intercontinentale play-offs in februari in Nieuw-Zeeland voor het Wereldkampioenschap voetbal vrouwen 2023. Ze stond op de voorlopige lijst van 40 speelsters die door Nacha Quintana op 17 januari 2023 bekendgemaakt werd voor de intercontinentale play-offs in februari in Nieuw-Zeeland voor het Wereldkampioenschap voetbal vrouwen 2023, maar werd op 26 januari niet geselecteerd.
1: Bailey ·
2: Jaén ·
3: Murillo ·
4: Castillo ·
5: Pinzón ·
6: Quintero ·
7: Rangel ·
8: Batista ·
9: Riley ·
10: Cox ·
11: Mills · 12: Córdoba · 13: Alvarado · 14: Pérez · 15: Espinosa · 16: Díaz · 17: Angulo · 18: Hernández · 19: Cedeño · 20: Montenegro · Coach: Suárez
1: Fábrega ·
2: Jaén ·
3: Reyes ·
4: Castillo ·
5: Pinzón ·
6: Salazar ·
7: Rangel ·
8: Batista ·
9: Riley ·
10: Cox ·
11: Camarena · 12: Bailey · 13: Natis · 14: De León · 15: Guevara · 16: Espinosa · 17: Villagrand · 18: Hernández · 19: Cedeño · 20: González · 21: De Obaldía · 22: Ducreux · 23: Vargas · Coach: Quintana
1: Fábrega ·
2: Jaén ·
3: Natis ·
4: Castillo ·
5: Pinzón ·
6: Salazar ·
7: E.Cedeño ·
8: González ·
9: Riley ·
10: Cox ·
11: Mills · 12: Bailey · 13: Tanner · 14: Montenegro · 15: Vargas · 16: Espinosa · 17: Batista · 18: Hernández · 19: L.Cedeño · 20: Quintero · 21: De Obaldía · 22: Córdoba · 23: Baltrip-Reyes · Coach: Quintana